# 413
Năm 413 là một năm trong lịch Julius.